# Beatriz Álvarez-Guerra
Beatriz Álvarez-Guerra (Madrid, 1994 - Cotobade, 4 d'octubre de 2022) fou una actriu espanyola.
Va estudiar Art Dramàtic i Producció Audiovisual, i va formar-se com actriu a Estudio Work in Progress, Actores Madrid i Central de Cine. Va actuar als curtmetratges 'Los Inocentes', 'Todo al Rojo' i 'El tiempo', i comença a fer-se popular a la sèrie de televisió 'Anclados'. També participà a la pel·lícula Te fuiste antes de tiempo.
El 4 d'octubre del 2022, amb 28 anys, mor ofegada en un accident de trànsit quan el seu xicot, que conduïa sense carnet, va precipitar el vehicle on tots dos es trobaven al fons del riu Almofrei, a l'alçada del Ponte Loureiro.